# Вечер (фильм)
«Вечер» (англ. Evening) — американо-немецкий художественный фильм 2007 года венгерского режиссёра Лайоша Кольтаи по одноимённому роману-бестселлеру 1998 года американской писательницы Сьюзан Мино.

## Сюжет
Умирающая Энн Лорд (в девичестве — Грант) вспоминает события сорокалетней давности, когда её, певицу кабаре, пригласила в родовой фешенебельный особняк в Ньюпорте на свою свадьбу её лучшая подруга по колледжу Лила Уиттенборн. Именно тогда случилось самое радостное (знакомство с Харрисом) и самое трагичное (нелепая смерть Бадди) события в жизни Энн, которые продолжают мучить её до последних минут жизни.
У постели умирающей мамы дежурят обе её дочери (от разных браков) — старшая Кони (замужняя и с детьми) и младшая Нина (мучающаяся от необходимости принять решение о своей семейной жизни). Пытаясь понять из разрозненного бормотанья матери что-то о прошлом, сёстры одновременно пытаются решить и свои личные и семейные проблемы.
Перед самой кончиной старую подругу навещает Лила Росс, с которой Энн не виделась все эти годы. И слова Лилы успокаивают Энн. Уезжая, Лила заверяет Нину, что в своей жизни их мать не сделала ошибок, что придаёт младшей дочери уверенности.

## В ролях
| Актёр            | Роль                                            |
| ---------------- | ----------------------------------------------- |
| Клэр Дэйнс       | Энн Грант                                       |
| Тони Коллетт     | Нина Марс (младшая дочь Энн)                    |
| Ванесса Редгрейв | Энн Лорд                                        |
| Патрик Уилсон    | Харрис Арден                                    |
| Хью Дэнси        | Бадди Уиттенборн (младший брат Лилы)            |
| Наташа Ричардсон | Констанция (Кони) Хейверфорд (старшая дочь Энн) |
| Мейми Гаммер     | Лила Уиттенборн                                 |
| Айлин Эткинс     | ночная сиделка-медсестра                        |
| Мерил Стрип      | Лила Росс                                       |
| Гленн Клоуз      | Миссис Уиттенборн (мать Лилы и Бадди)           |

## Съёмочная группа
- Режиссёр — Лайош Кольтаи
- Авторы сценария — Сьюзан Мино и Майкл Каннингем (сценарий), Сьюзан Мино (роман)

Производство «Hart-Sharp Entertainment» (США) и «MBF Erste Filmproduktiongesellschaft» (ФРГ) совместно с «Twins Financing» (США). 

Прокат «Focus Features» (США), Парадиз Груп (Россия).

## Критика
Манохла Даргис из The New York Times писал: «Этот просчет, наполненный актерами с переменным талантом, отягощенный фальшивыми, вымученными диалогами и отличающийся витиеватым визуальным стилем, более подходящим для сказок и поздравительных открыток, подчеркивает, что может произойти, когда определенные литературные произведения экранизируются. Это доказывает, что не каждая книга заслуживает отдельного фильма».
Мик ЛаСалль из San Francisco Chronicle заметил: «Фильм приходит к пессимистическому и почти нигилистическому взгляду на жизнь как на что-то не очень важное, а затем предлагает нам черпать силу и утешение в этом понятии. Это не то, что вы ожидаете. Это не типичное послание может быть самое интересное в картине».